# Libanasa
Libanasa is een geslacht van rechtvleugeligen uit de familie Anostostomatidae. De wetenschappelijke naam van dit geslacht is voor het eerst geldig gepubliceerd in 1869 door Francis Walker.

## Soorten
Het geslacht Libanasa omvat de volgende soorten:
- Libanasa brachyura Karny, 1928
- Libanasa capicola Péringuey, 1916
- Libanasa femoralis Brunner von Wattenwyl, 1888
- Libanasa incisa Walker, 1869
- Libanasa parvula Karny, 1929
- Libanasa signatus Brunner von Wattenwyl, 1888